# لوتزو آتستینو
لوتزو آتستینو (به ایتالیایی: Lozzo Atestino) یک کومونه در ایتالیا است که در استان پادووا واقع شده‌است.

## خصوصیات
لوتزو آتستینو ۲۴٫۰ کیلومترمربع مساحت و ۳٬۱۸۳ نفر جمعیت دارد و ۱۹ متر بالاتر از سطح دریا واقع شده‌است.